# Zelus amblycephalus
Zelus amblycephalus  (лат.) — вид клопов-хищнецов рода Zelus из семейства Reduviidae.

## Распространение
Неотропика (от Мексики до Бразилии).

## Описание
Длина тела 15 — 17,5 мм, узкие (соотношение длины и ширины тела = 4,5), ноги тонкие и длинные. Основная окраска желтоватая или зеленовато-коричневая. Голова цилиндрической формой головы.
Вид был впервые описан в 2016 году американскими энтомологами Guanyang Zhang (Department of Entomology, Калифорнийский университет в Риверсайде, Риверсайд, Калифорния, США) и Элвудом Хартом (Elwood R. Hart, Department of Entomology, Университет штата Айова, Ames).